# ニヴェル攻勢
ニヴェル攻勢（ニヴェルこうせい、英語: Nivelle Offensive、フランス語: Offensive Nivelle）は、第一次世界大戦中1917年の西部戦線における連合国軍による攻勢。大きな損害を出し失敗に終わった。内容として幾つかの局面を含む。
- イギリス第一、第三、第五軍によるアラスにおける準備攻撃。アラスの戦い（英語版）とヴィミーの尾根の戦い（英語版）を参照。
- シェマン・ド・ダーム（英語版）の尾根におけるフランス軍による強襲。第二次エーヌ会戦（英語版）（第三次シャンパーニュ会戦とも）を参照。
- ドイツ軍の戦線を突破したイギリス軍とフランス軍の合流。
- フランス軍内部に生じた動揺。1917年のフランス軍における抗命と軍規違反（フランス軍反乱）を参照。

## 戦闘
ロベール・ニヴェル将軍がジョセフ・ジョッフル将軍からフランス軍最高司令官の職を1916年12月に引き継いだとき、ドイツ軍戦線への猛攻撃によって48時間以内にフランスに勝利をもたらすと豪語した。予想される犠牲は1万人程度とされた。フランス首相の後押しもあり、多くの高官達の反対にもかかわらず計画は1917年4月16日に実施された。
攻勢初日に38万人の歩兵が突撃したが、約5万人もの損害を出した。さらに場所を変え攻撃したが、結果はわずかに前進できた程度で完全に失敗であった。

## 結果
48時間で突破に成功するどころか、攻勢はほとんど前進できなかった。攻勢の終末のさなかの1917年5月9日にニヴェルは更迭され、退役することとなった。フランス軍だけで18万7千人以上の損害を出したことと、勝利を伴わなかったことから、以後フランス軍内の士気はさらに乱れ、大規模な抗命事件やフランス軍反乱が続発した。